# Cardiidae
Cardiidae zijn een familie tweekleppige schelpsoorten waartoe de hartschelpen, de kokkels en de doopvontschelpen behoren.

## Beschrijving

### Schelpkenmerken
Over het algemeen hebben kokkels een ronde, hartvormige schelp waarover geprononceerde radiale ribben lopen. Op deze ribben staan bij veel soorten knobbels, stekels of schubben. Kokkels hebben een cardinaal slot.

### Dier
De mantel heeft drie openingen, twee voor de in- en uitstroomsifon en een voor de voet. Via de sifo's wordt water naar binnen en vervolgens weer naar buiten gepompt. Voedsel (plankton) wat zich in het water bevindt, wordt uit het water gefilterd. Kokkels zijn dus filteraars. Ingegraven soorten gebruiken de voet om zich in het sediment te graven en te verankeren. Sommige soorten kunnen ook 'springen' door de voet beurtelings te verkorten en te strekken.
Kokkels zijn hermafrodiet.

### Habitat en levenswijze
De meeste soorten leven in zee ingegraven in los sediment. Aanhechting aan de ondergrond of de vegetatie komt ook voor (vaak met behulp van byssusdraden). Veel soorten zijn zeer tolerant ten opzichte van het zoutgehalte en  kunnen grote schommelingen van het zoutgehalte verdragen (euryhaliene soorten). Andere groepen hebben zich volledig aan een leven in het brakke en zelfs zoete water aangepast zoals verschillende soorten in de Zwarte - en in de Kaspische Zee. Zij verdragen juist geen hogere zoutgehaltes meer.

### Natuurlijke vijanden
Een van de grootste vijanden is de mens die kokkels als een delicatesse beschouwt. Afgezien daarvan hebben kokkels veel natuurlijke vijanden. Zij vormen het voedsel van veel vissoorten, terwijl invertebraten zoals zeesterren, krabben en slakken  kokkels ook op het menu hebben staan. Kokkels die in het getijdenzone leven worden gegeten door foeragerende vogels. In dit biotoop kunnen extreem hoge zowel als lage temperaturen veel schade aan de kokkelpopulaties toebrengen.

### Soorten
Voorouders van de kokkels komen sinds het Carboon voor, de modernere kokkels zijn zich sinds het Triastijdperk beginnen te ontwikkelen. Er zijn thans meer dan 200 levende soorten. Daarnaast zijn er nog vele die alleen fossiel bekend zijn.

### Areaal
Kokkels zijn in alle oceanen en hun randzeeën, dus wereldwijd, verspreid. Ze komen van het arctische gebied tot in de tropen voor. Schelpen spoelen op stranden over de hele wereld aan.

In Noordwest-Europa komen 14 levende kokkelsoorten voor. Op Noordzeestranden komt de (Gewone) Kokkel (Cerastoderma edule) het meest algemeen voor.

## Verhouding tot de mens
Kokkels worden wereldwijd in gerechten verwerkt en gegeten. Lege kokkelschelpen worden gevist voor gebruik in de kalkwinning, als wegverharding, maar ook als sieraden, etc.

## Onderfamilies en geslachten
- Goethemia Lambiotte, 1979
- Maoricardium Marwick, 1944
- Discors Deshayes, 1858
- Fuscocardium Oyama, 1973 †
- Hedecardium Marwick, 1944 †

- Cardiinae Lamarck, 1809
  - Bucardium J.E. Gray, 1853
  - Cardium Linnaeus, 1758
  - Dinocardium Dall, 1900
  - Vepricardium Iredale, 1929
- Clinocardiinae Kafanov, 1975
  - Ciliatocardium Kafanov, 1974
  - Clinocardium Keen, 1936
  - Keenocardium Kafanov, 1974
  - Serripes Gould, 1841
- Fraginae Stewart, 1930
  - Americardia Stewart, 1930
  - Apiocardia Olsson, 1961
  - Corculum Röding, 1798
  - Ctenocardia H. Adams & A. Adams, 1857
  - Fragum Röding, 1798
  - Lunulicardia J. E. Gray, 1853
  - Microfragum Habe, 1951
  - Papillicardium Sacco, 1899
  - Parvicardium Monterosato, 1884
  - Plagiocardium Cossmann, 1886 †
  - Trigoniocardia Dall, 1900
- Laevicardiinae Keen, 1951
  - Frigidocardium Habe, 1951
  - Fulvia J. E. Gray, 1853
  - Keenaea Habe, 1951
  - Laevicardium Swainson, 1840
  - Lophocardium P. Fischer, 1887
  - Lyrocardium Meek, 1876
  - Microcardium Thiele, 1934
  - Nemocardium Meek, 1876
  - Pratulum Iredale, 1924
  - Pseudofulvia Vidal & Kirkendale, 2007
  - Trifaricardium Kuroda & Habe, 1951
- Lahilliinae Finlay & Marwick, 1937 †
  - Lahillia Cossmann, 1899 †
- Lymnocardiinae Stoliczka, 1870
  - Acanthocardia J.E. Gray, 1851
  - Adacna Eichwald, 1838
  - Cerastoderma Poli, 1795
  - Didacna Eichwald, 1838
  - Hypanis Ménétries, 1832
  - Monodacna Eichwald, 1838
- Orthocardiinae Schneider, 2002
  - Afrocardium Tomlin, 1931
  - Europicardium Popov, 1977
  - Freneixicardia Schneider, 2002
- Protocardiinae Bronn, 1849 †
  - Protocardia Beyrich, 1845 †
- Trachycardiinae Stewart, 1930
  - Acrosterigma Dall, 1900
  - Dallocardia Stewart, 1930
  - Papyridea Swainson, 1840
  - Trachycardium Mörch, 1853
  - Vasticardium Iredale, 1927
- Tridacninae Lamarck, 1819
  - Hippopus Lamarck, 1799
  - Tridacna Bruguière, 1797

### Fotogalerij

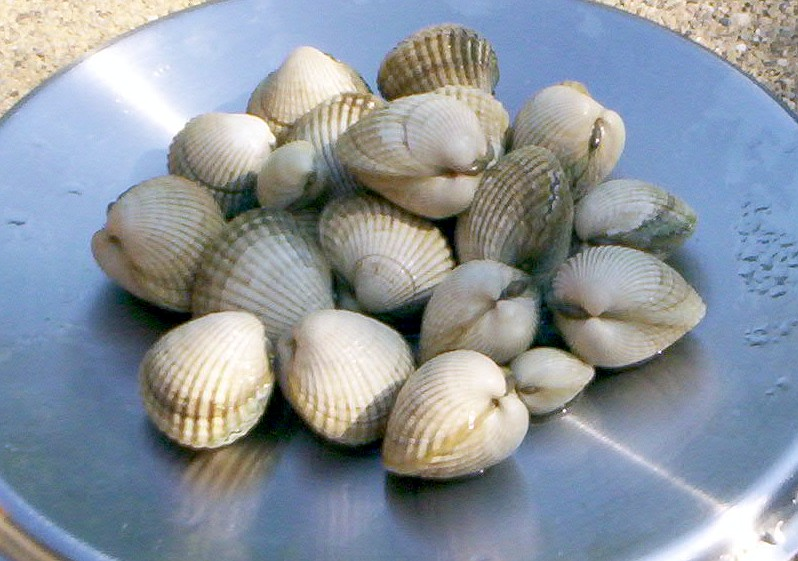
Verse kokkels
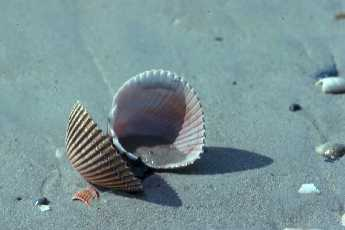
Gewone kokkel